# Église d'Ilmajoki

L'église d'Ilmajoki (finnois : Ilmajoen kirkko) est une église située à Ilmajoki en Finlande,.

## Histoire
L'église d'Ilmajoki est conçue par Matti Honka et inaugurée en 1766. 
La construction du clocher se termine en 1804.
Le retable actuel est peint par Alexandra Frosterus-Såltin en 1879.
Le retable d'origine peint par Johan Alm est de nos jours exposé au Musée paroissial d'Ilmajoki.
À la construction de l'église, les murs et les voûtes sont couverts de décorations représentant des scènes bibliques peintes par Mikael Toppelius.
Ces décorations seront couvertes d'une couche de peinture lors de la première rénovation de 1836.
Les orgues à 35 jeux sont fournies en 1951 par la fabrique d'orgues de Kangasala.  
La statue de pauvre homme haute de 1,26 m est sculptée par Erkki Lahti au milieu des années 1850.
Le mémorial aux héros de la guerre est sculpté en 1951 par Aimo Tukiainen.
La direction des musées de Finlande a classé l'église et son paysage culturel dans les sites culturels construits d'intérêt national.

## Galerie

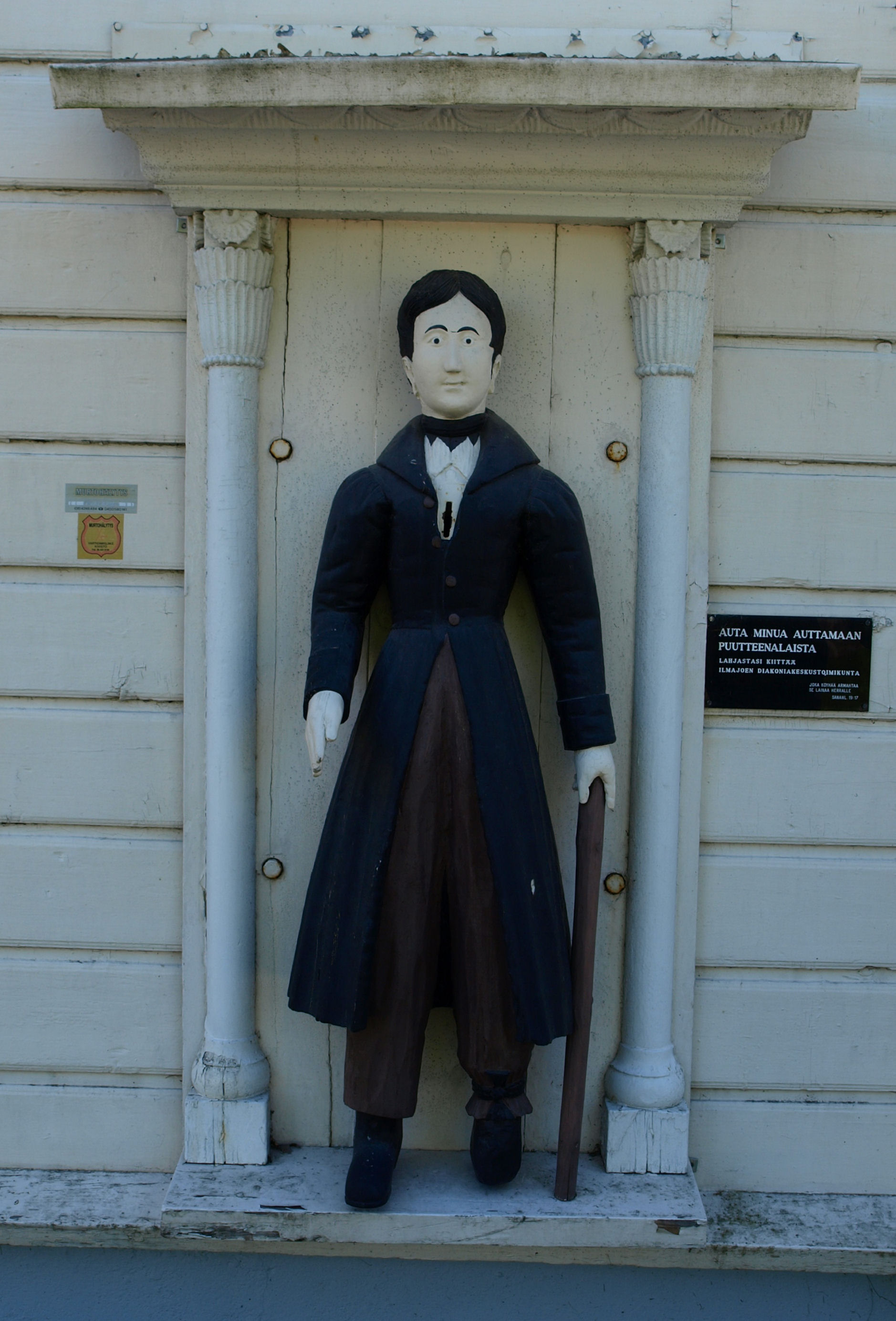
La statue de pauvre homme.
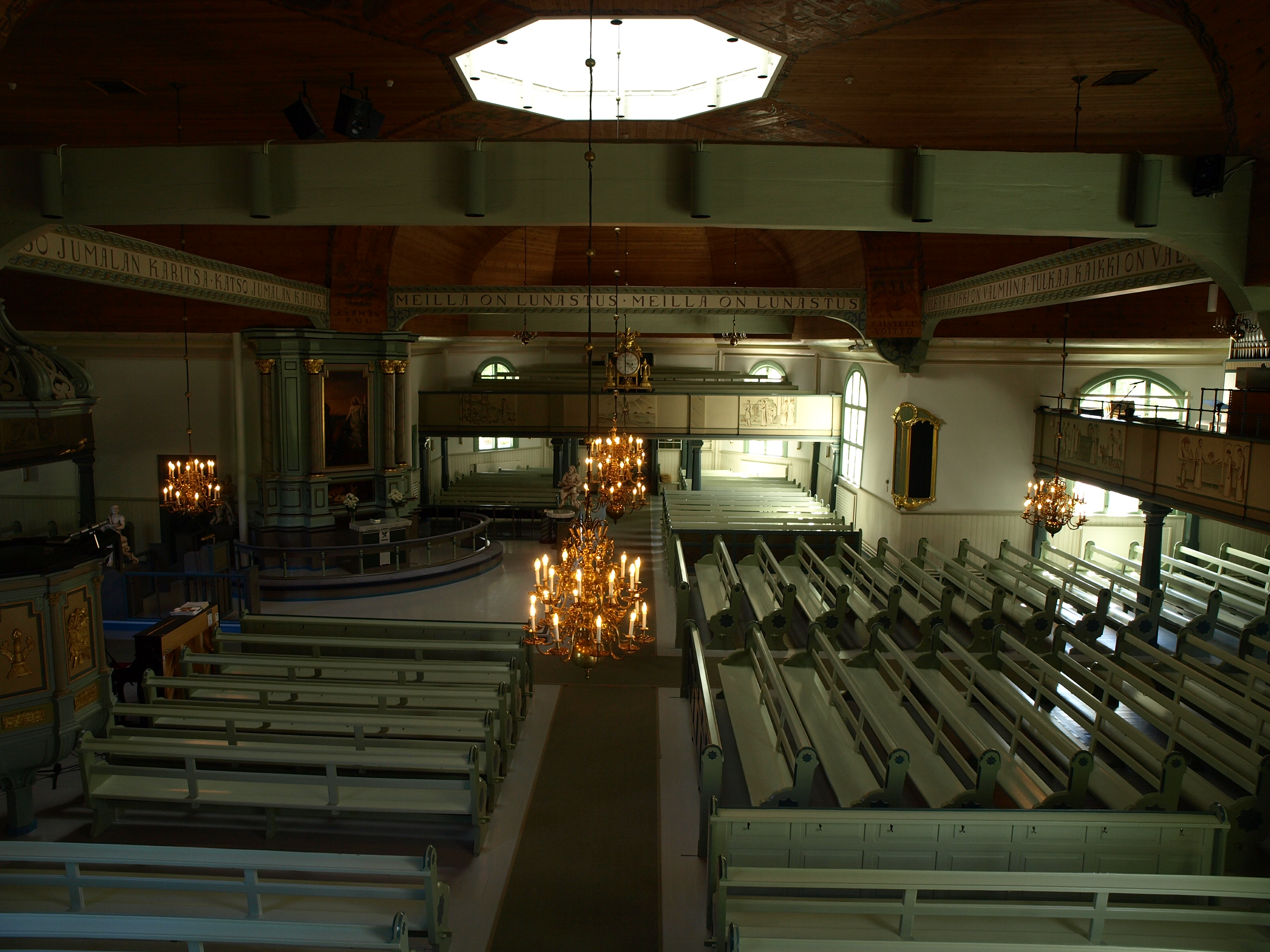
L'intérieur.
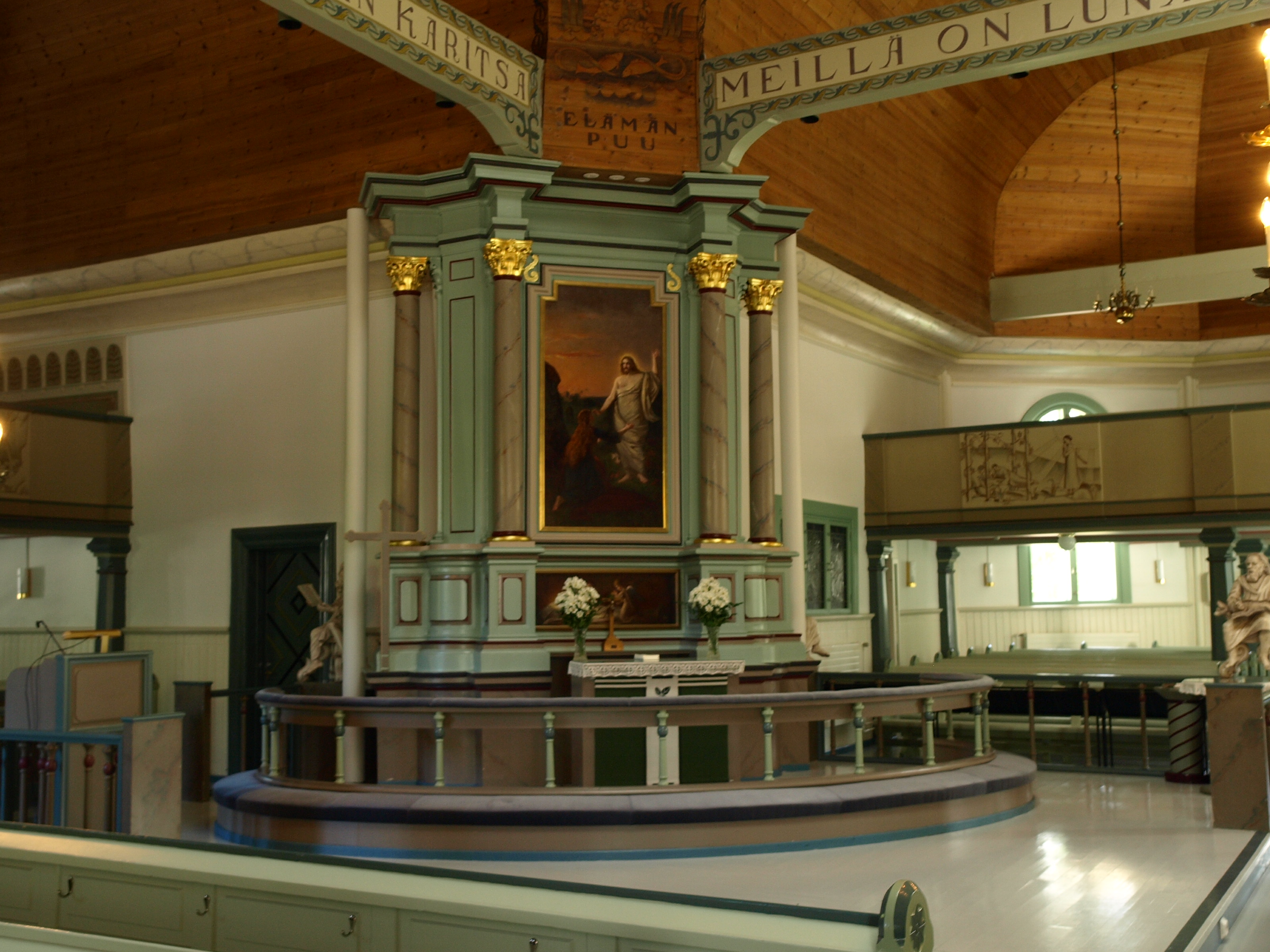
L'autel
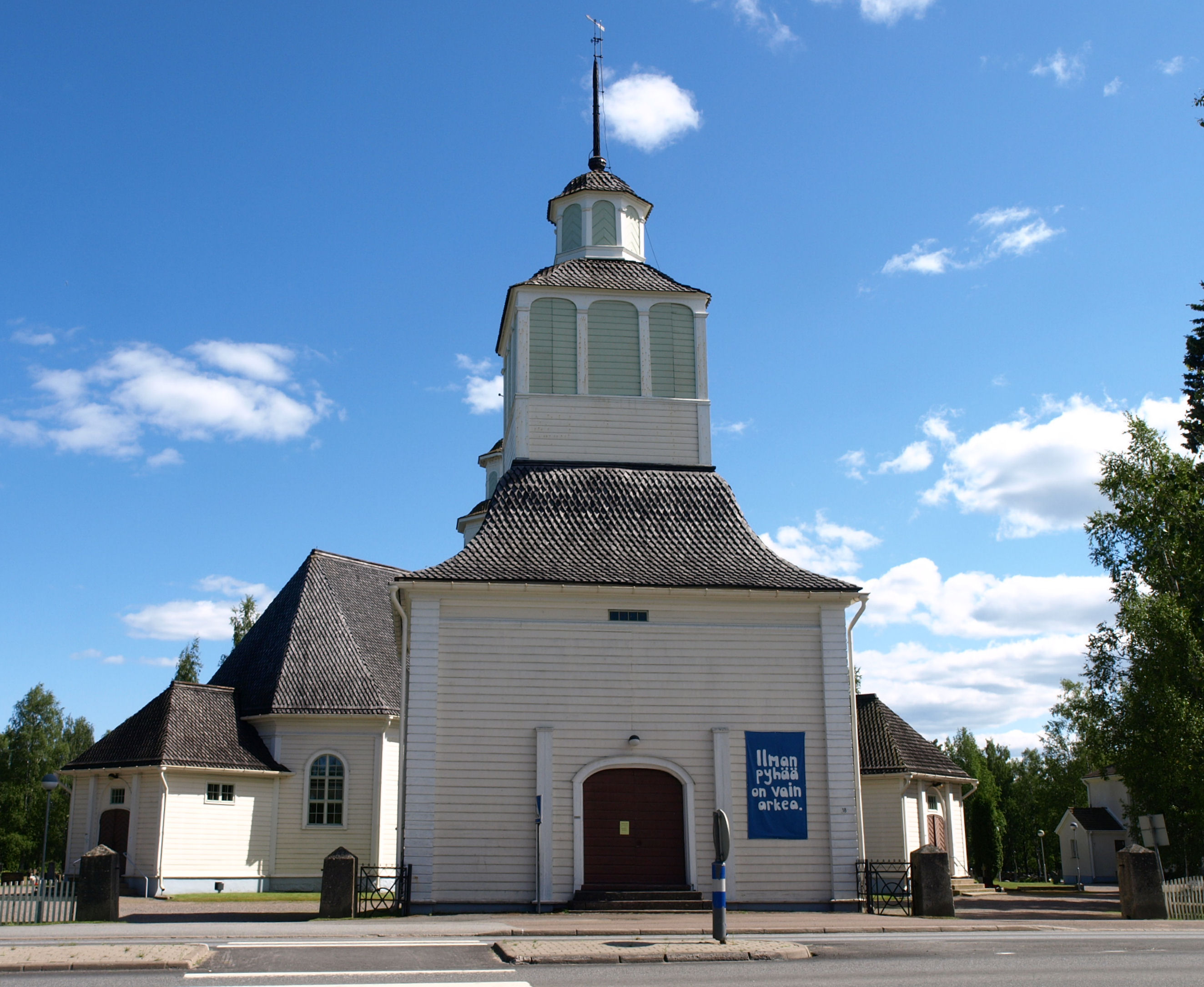
L'extérieur.
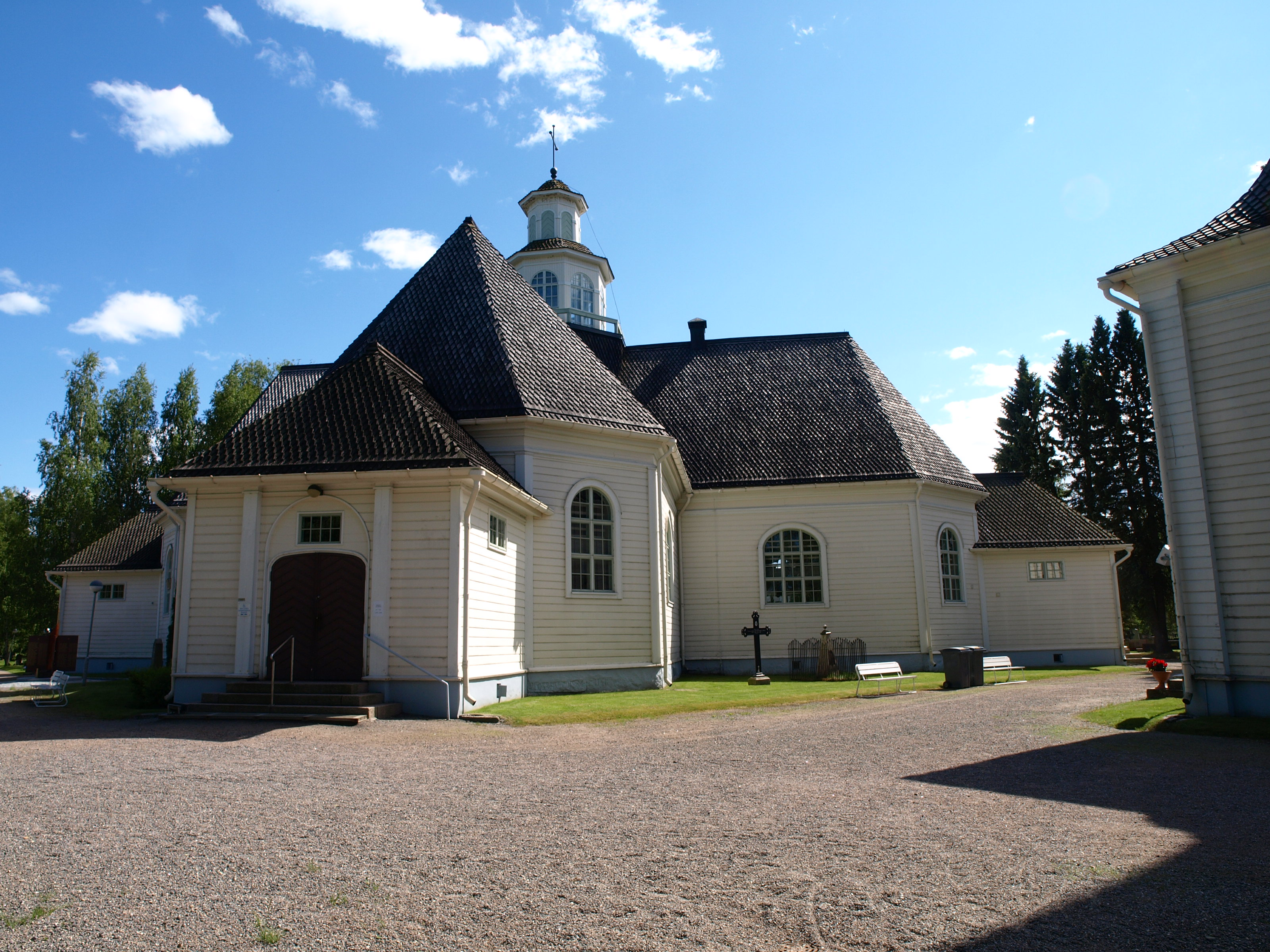
L'extérieur.
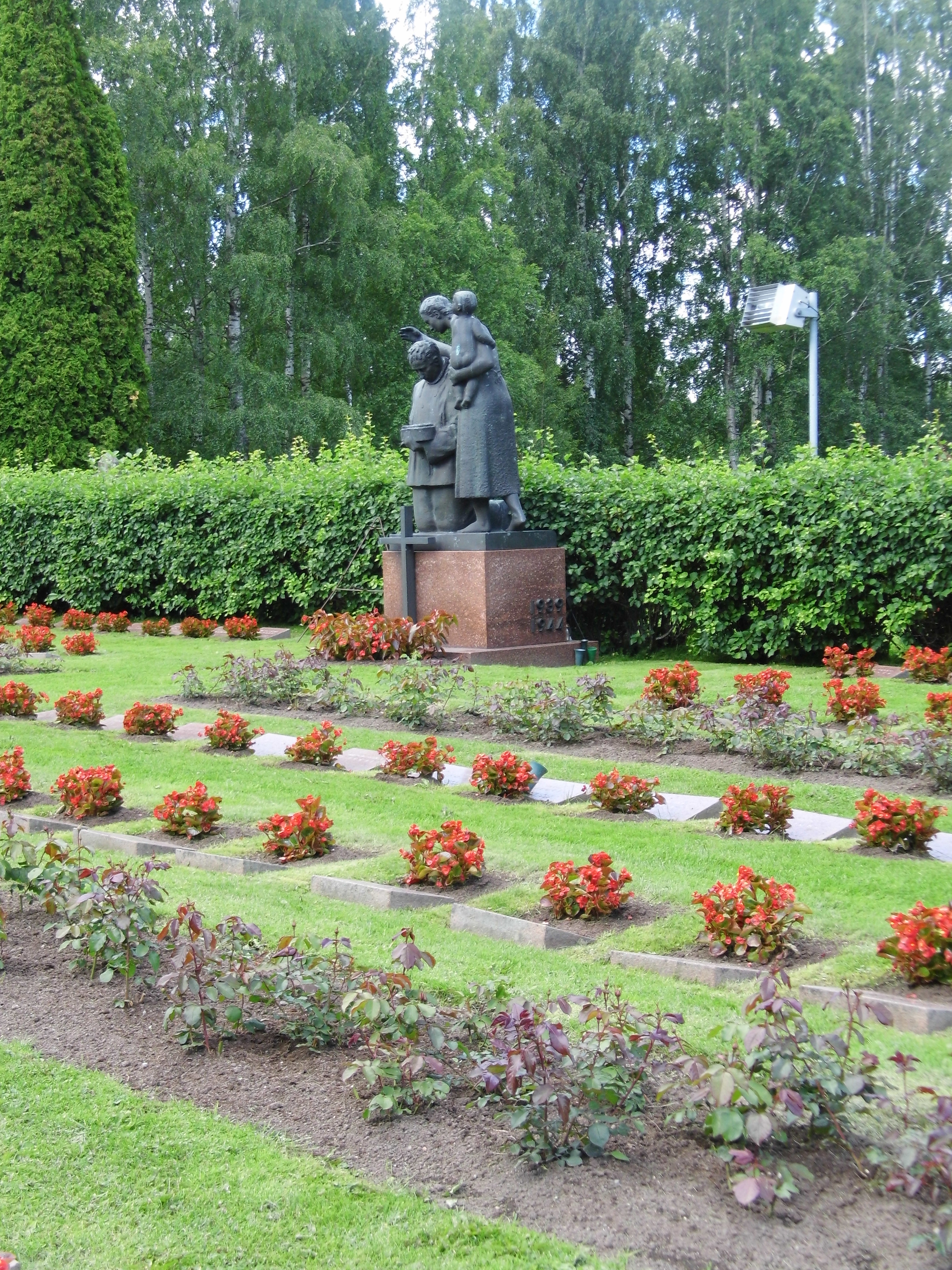
Mémorial d'Aimo Tukiainen, 1951.